# Будјетице
Будјетице (чеш. Budětice) је насељено мјесто са административним статусом сеоске општине (чеш. obec) у округу Клатови, у Плзењском крају, Чешка Република.

## Становништво
Према подацима о броју становника из 2014. године насеље је имало 303 становника.

## Галерија
- Главни пут
- Центар села
- Сеоски барок
- Црква светог Петра и Павла